# ピアドゥ
ピアドゥ（PiaDo）は、青森県八戸市沼館四丁目にある郊外型のショッピングセンター。
開業時の核店舗は、イトーヨーカドー八戸沼館店であったが、2024年8月31日をもって閉店。後継としてイオン東北株式会社が運営する「イオンスタイル八戸沼館」が2025年4月25日に開業した。

## 概要

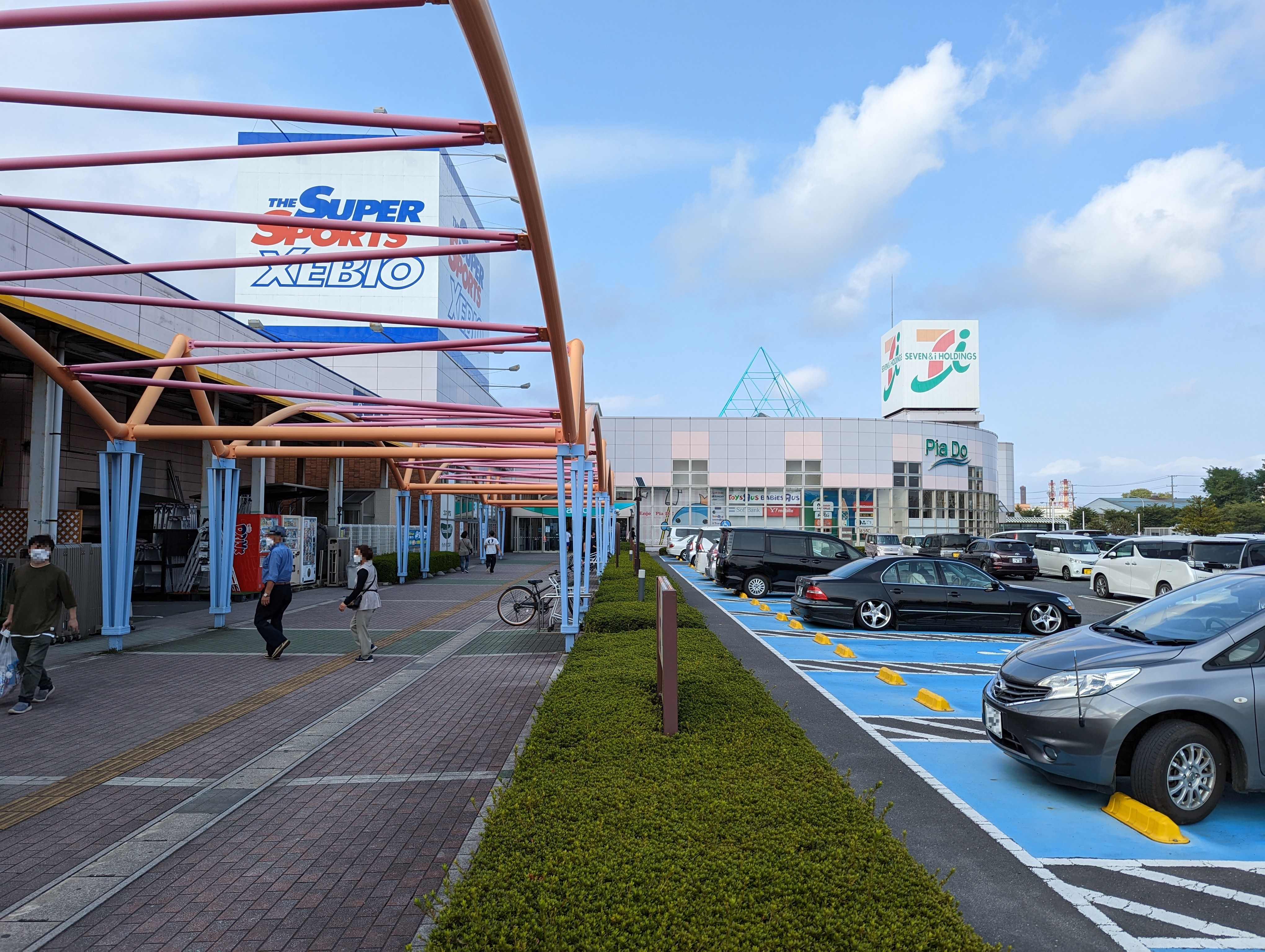
南側入口（2022年10月）

沼館地区はもともとは工業専用地域で、長い間遊休地だったが、1994年に八戸都市計画地区計画 沼館地区計画（再開発等促進区）が策定され、それに基づき、神戸製鋼所所有の工場用地に計画された商業施設である。運営・管理は、TC神鋼不動産子会社の八戸臨海開発が行っている。ピアドゥのオープン後、南東に「アクロスプラザ八戸沼館」、隣接して「シンフォニープラザ沼館」のほか、量販店や飲食店などが出店し、周辺は商業集積が進んだ。

## 核店舗

### イオンスタイル八戸沼館
閉店した旧イトーヨーカドー八戸沼館店の後継テナントとして、2025年4月25日に出店。青森県内のイオンスタイルは同じ八戸市のイオンタウン八戸城下内にある「イオンスタイル八戸城下」に続いて2店舗目であるが、総合スーパー形態でのイオンスタイル店舗は青森県初となる。
同店は「つどい、つながり、楽しむ」をコンセプトに、食料品、衣料品、子育て用品、生花、薬局などの売り場を用意。100円ショップ「キャンドゥ」がテナントとして出店した。出店にあたっては、地域の要望も受けて子育て世帯を応援する店づくりを志向し、「食」においては、即食商品を強化。幅広いメニューが楽しめる品揃えを実現した。

### かつての核店舗
イトーヨーカドー八戸沼館店
八戸市内には、1980年(昭和55年)4月、県下初の再開発ビルとして市内十三日町にて建てられた八戸スカイビルにイトーヨーカドー八戸店が核店舗として出店していた。八戸沼館店の開業により、八戸店の存廃問題が持ち上がったものの、当時のイトーヨーカ堂幹部は「八戸市内での2店舗並存は可能」としてこれを否定していた。しかし、その後競争の激化や建物の老朽化を理由に八戸店のテナント契約の更新は行わないことになり、2003年2月23日をもって八戸店は閉店。これによって市内のイトーヨーカドーはこの時点で八戸沼館店のみとなっていた。
2023年3月、イトーヨーカ堂は経営合理化のため国内店舗を2割超削減し、首都圏に集約する方針を示し、12月、翌年夏までに八戸沼館店を撤退する方針であることが、報道機関による関係者への取材で明らかになった。後継となるテナントは未定であったが、2024年4月末に八戸臨海開発とイオン東北が予約契約を結び、イオン東北系列の店舗が出店することになり、8月31日をもってイトーヨーカドー八戸沼館店は閉店した。

## 沿革
- 1996年（平成8年） - 着工。
- 1998年（平成10年）3月12日 - 開業[1]。
- 2023年（令和5年）12月14日 - 核店舗であるイトーヨーカドーが来夏撤退することが報道で明らかになる[12][13]。
- 2024年（令和6年）8月31日 - イトーヨーカドーが閉店[2]。
- 2025年（令和7年）
  - 4月21日 - イオンスタイル八戸沼館の開業に先立ち、内覧会を実施[17]。
  - 4月22日 - 休業していたフードコート「グルメナハーレ」が営業再開[18]。同時にゴーゴーカレーが出店[18]。
  - 4月25日 - 新たな核店舗としてイオン東北の「イオンスタイル八戸沼館」が開業[3][19]。

## テナント
出店テナントの詳細および営業時間は公式サイト「ショップガイド」を参照。
- イオンスタイル八戸沼館
- スーパースポーツゼビオ ピアドゥ八戸店
- ドットエスティストア 八戸ピアドゥ店
- ソユーゲームフィールド
- サーティワンアイスクリーム
- フードコート『グルメナハーレ』
  - しょうらく（ラーメン）
  - 森ごち
  - ドトールコーヒー
  - マクドナルド
  - ミスタードーナツ
  - 豊作祭（お好み焼き・たこ焼きなどのファーストフード類）
  - かつてん八戸ピアドゥ店
  - ゴーゴーカレー
- ホームセンター サンデー 八戸沼館店（かつては下長地区に「HOMECITY」（ホームシティ）として営業していた）
- ヤマダ電機 テックランド八戸店
- トイザらス・ベビーザらス 八戸店
  - こども写真城 スタジオアリス 八戸店
- 極楽湯 八戸店
- 美容室 フィーナ
- ガラス工房 スターブリッジ

### 施設画像

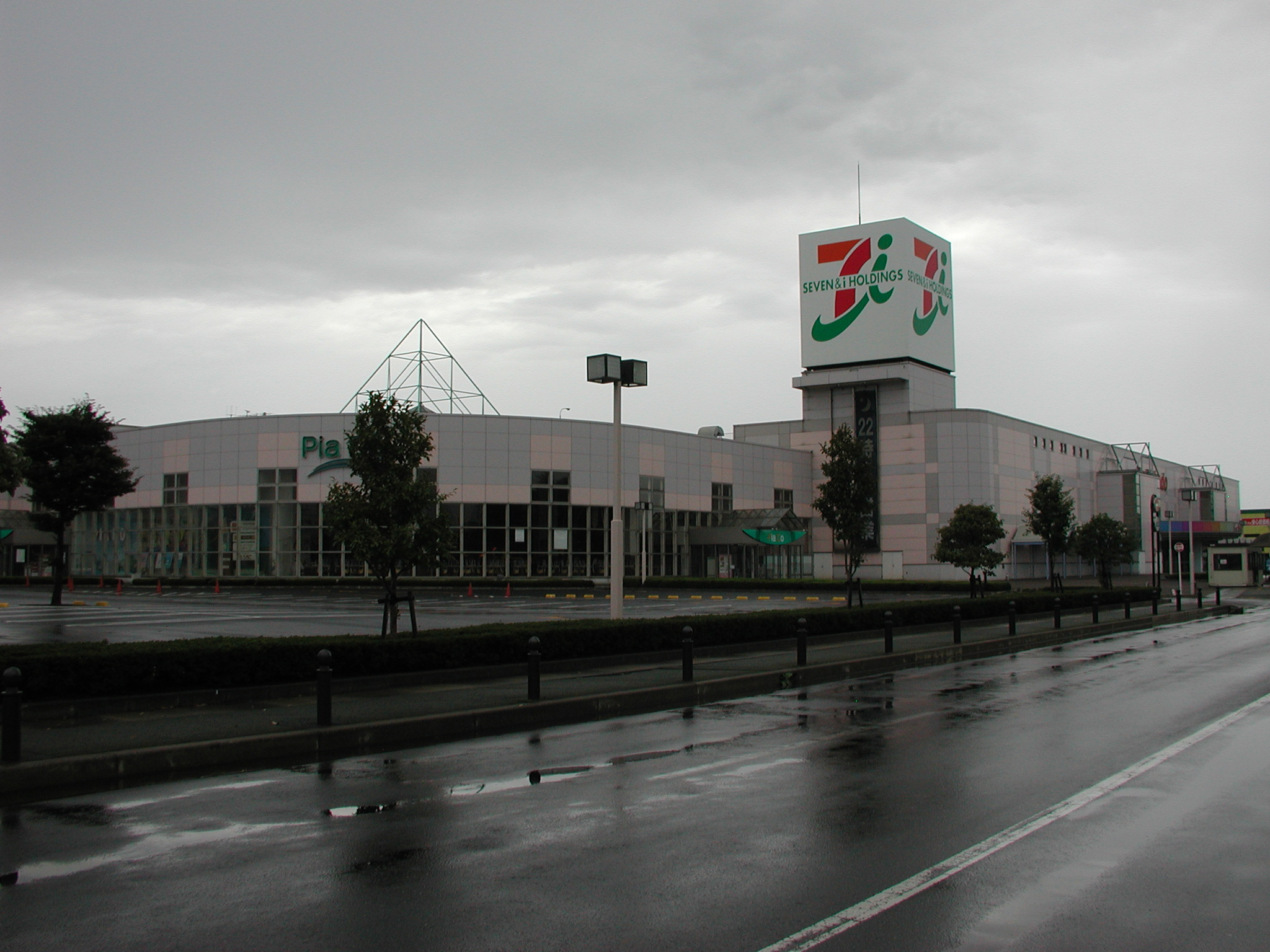
イトーヨーカドー 八戸沼館店（2007年9月）
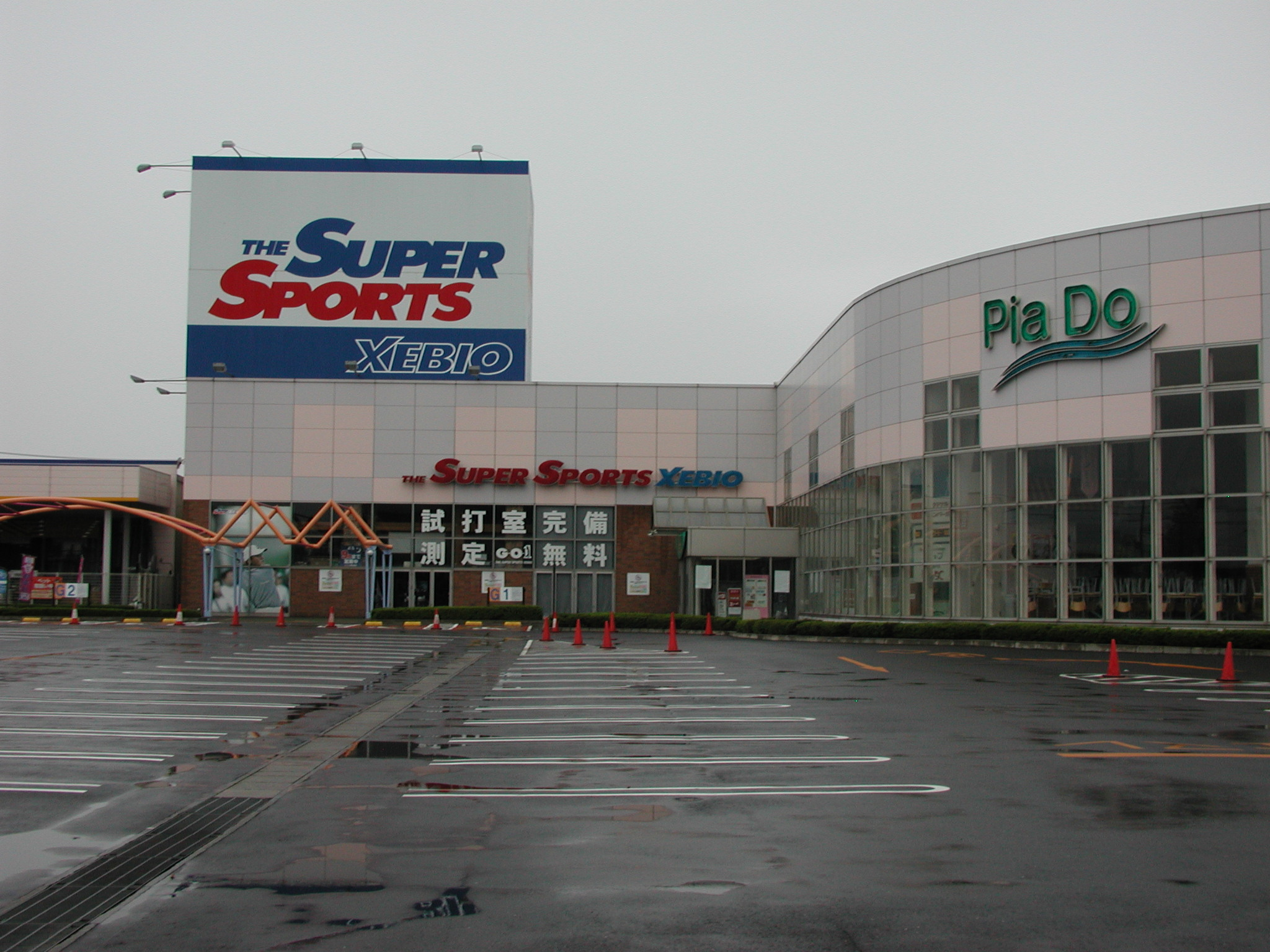
スーパースポーツゼビオ ピアドゥ八戸店（2007年9月）
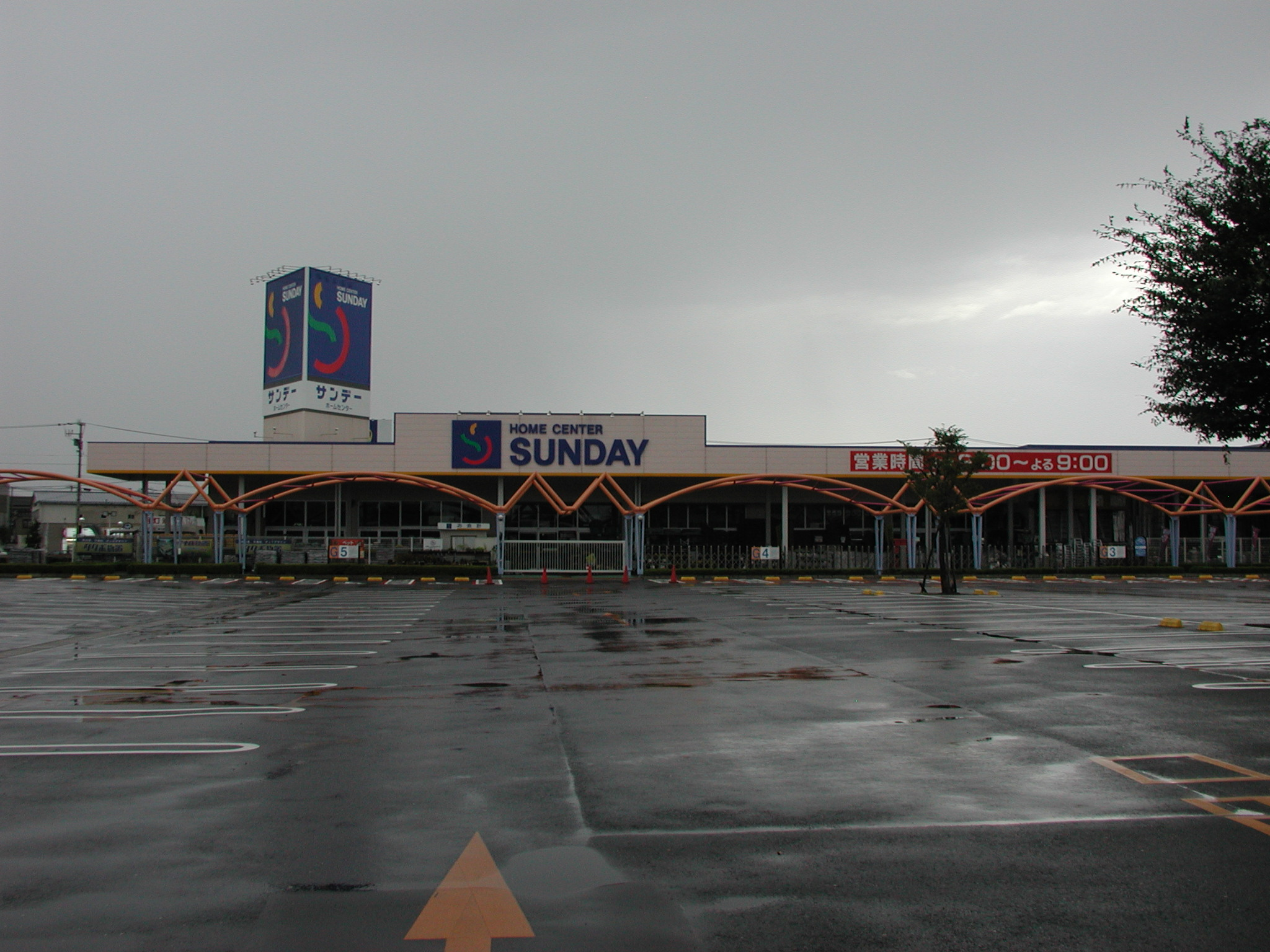
サンデー 八戸沼館店（2007年9月）
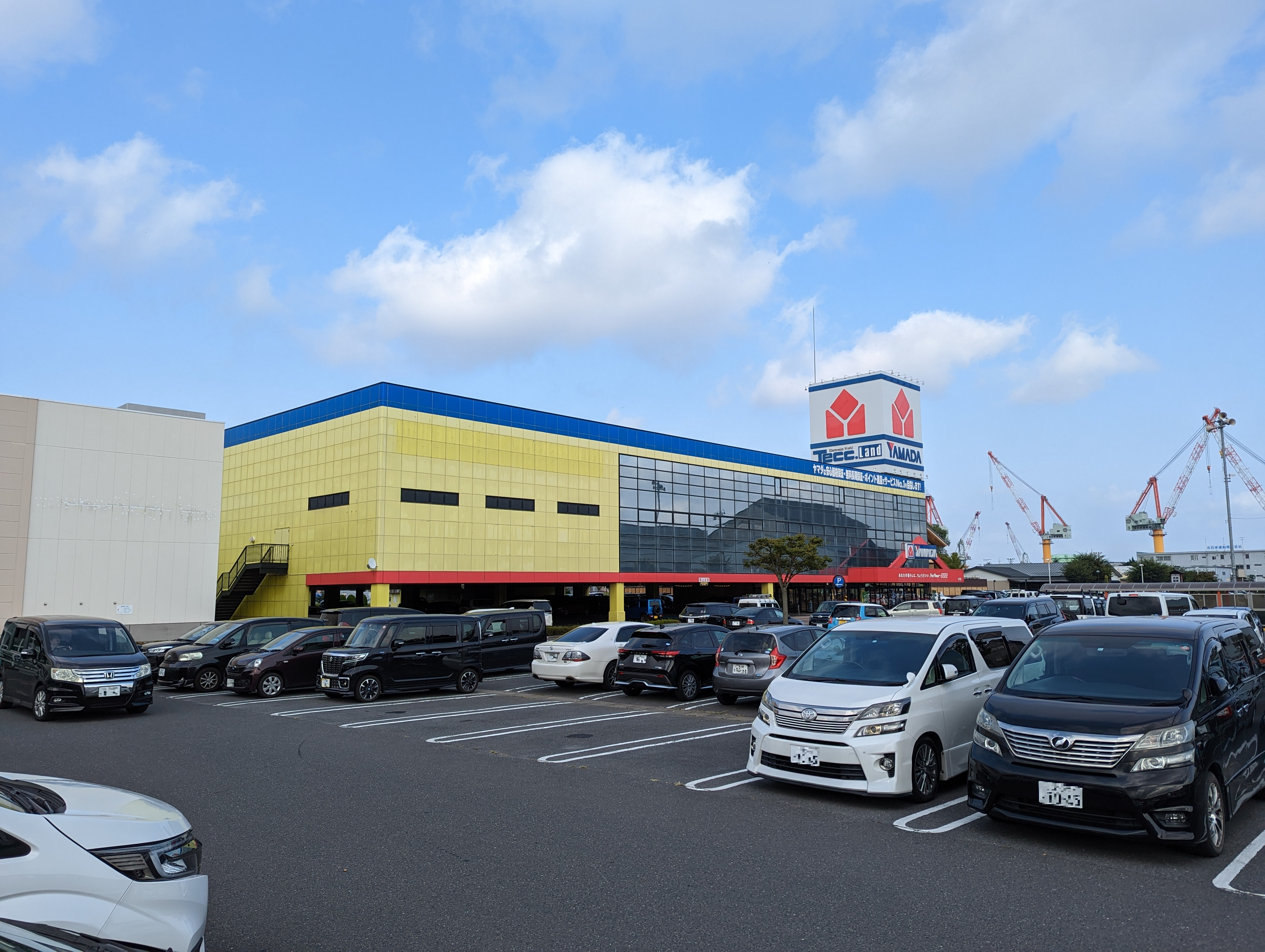
ヤマダ電機 テックランド八戸店（2022年10月）
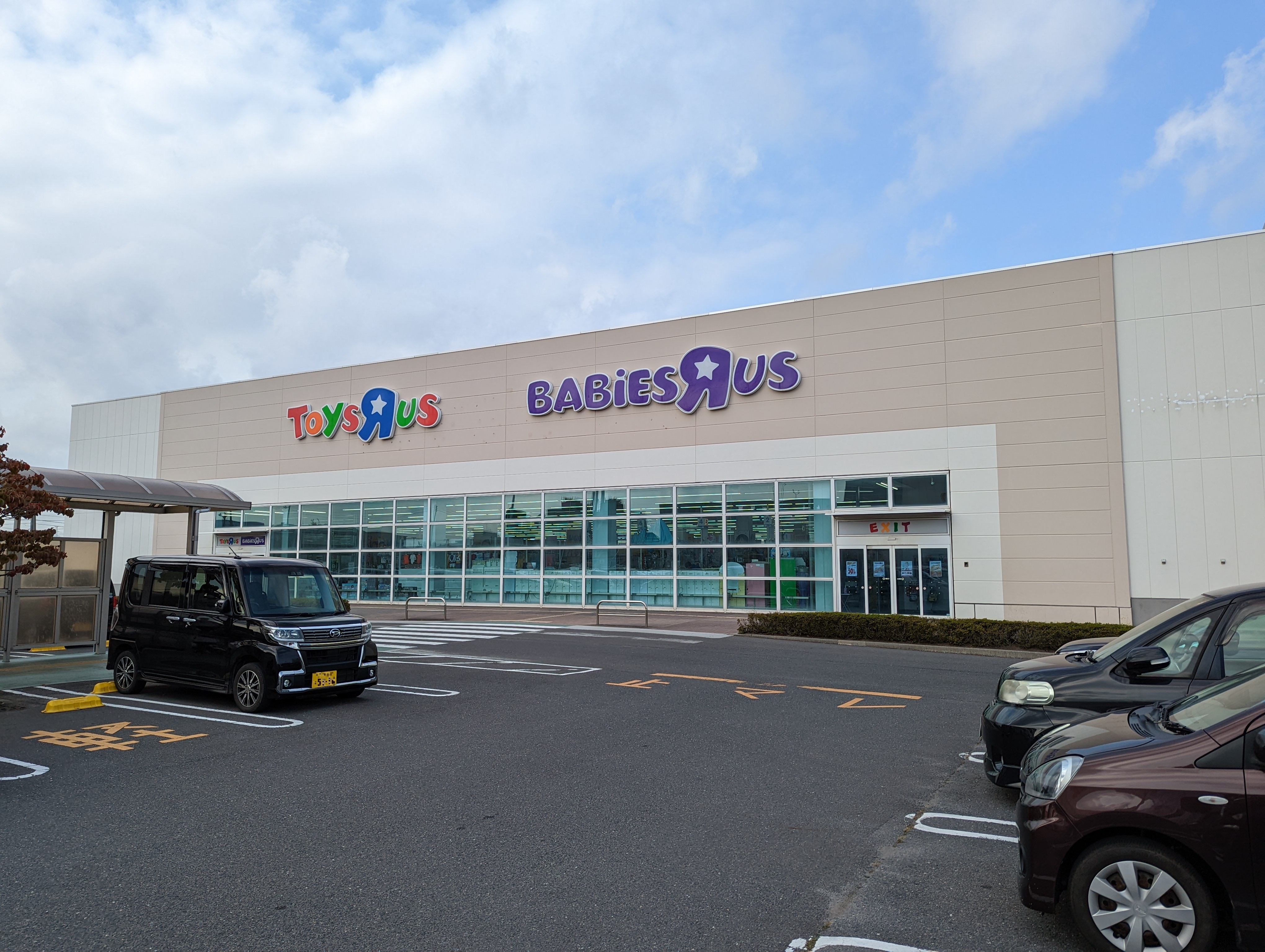
トイザらス・ベビーザらス八戸店（2022年10月）

## 周辺施設・店舗
- アクロスプラザ八戸沼館 
  - スーパーオートバックス
  - ライトオン
  - cafeレストランガスト
  - 幸楽苑
  - 自遊空間八戸沼館店
    - 他
- 高周波鋳造（日本高周波鋼業関連会社）
- 八戸公共職業安定所（ハローワーク）
- 東北地方整備局八戸港湾・空港整備事務所
- 片倉コープアグリ八戸工場
- 日東石膏ボード 本社・工場
- 北日本造船
- MRCユニテック（三菱レイヨン子会社）
- お祭り工房淀の館（八戸三社大祭淀山車組の博物館、この淀山車組の山車は、毎年8月の下旬にピアドゥの駐車場で開催される地区の盆踊り大会（ピアドゥ盆踊り大会）に展示もしている。）
- ハウジングパーク八戸
- ラピア
- ニトリ八戸店
- シンフォニープラザ沼館
- TOKAI

## アクセス
バス停留所

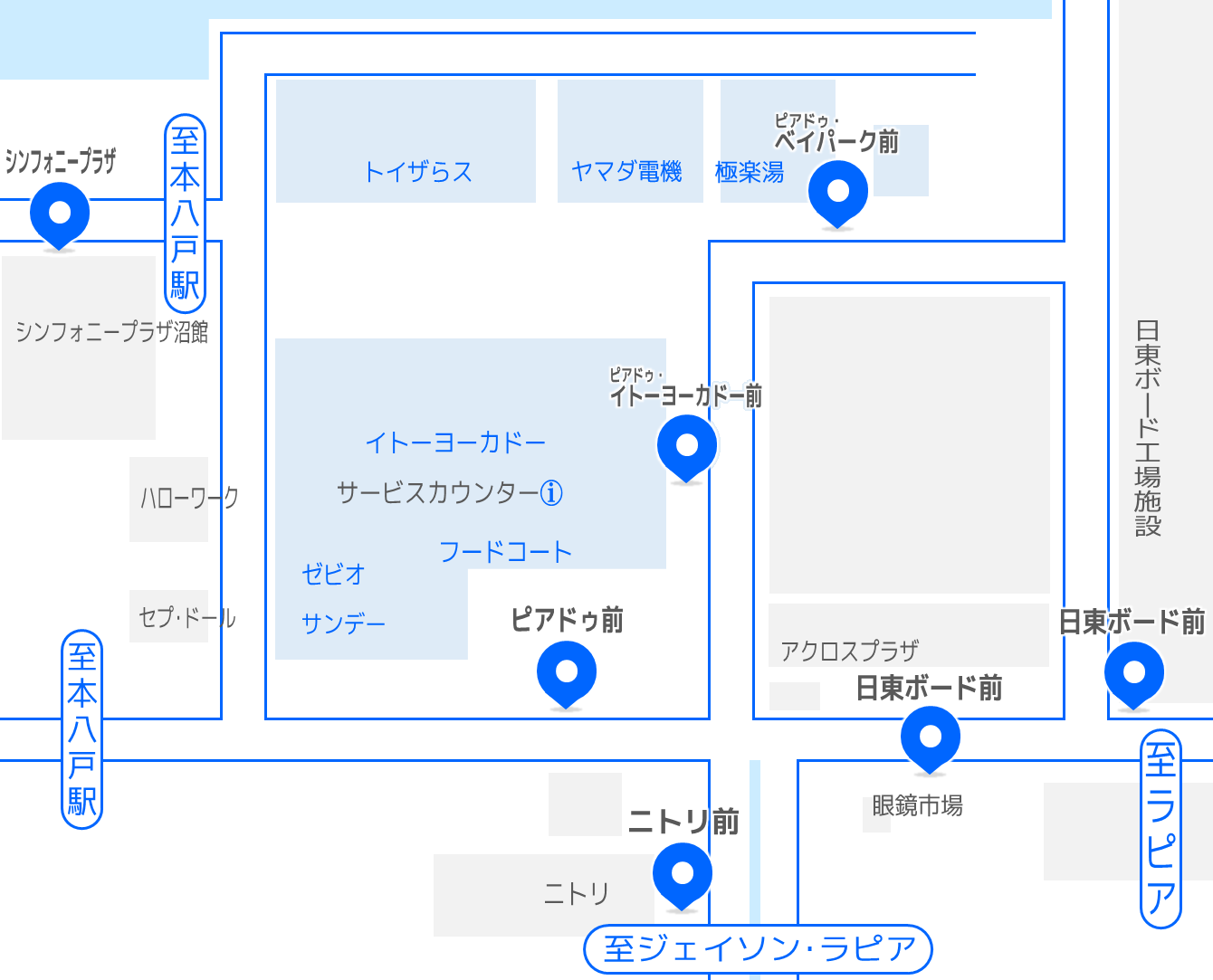
ピアドゥ周辺のバス停位置関係略図
イトーヨーカドーがA区域
トイザらスがB区域
シンフォニープラザがC区域

- ピアドゥ敷地内には次のように複数のバス停留所が設けられている。
  - 「ピアドゥ前」[20]
    - ホームセンター サンデー近隣、ピアドゥ開業前の停留所名は「高周波前（こうしゅうはまえ）」

  - 「ピアドゥ東側広場前」
    - イトーヨーカドー・トイザらス近隣、イトーヨーカドー営業時は「ピアドゥイトーヨーカドー前」

  - 「ピアドゥ ベイパーク前」（以下ベイパーク前）
    - ヤマダ電機・極楽湯近隣

運行路線
下記の通り「八戸市営バス」と「南部バス」により複数の路線が運行されている。
また一部の路線が東日本旅客鉄道（JR東日本）八戸線 本八戸駅を経由している。
- 中心街ターミナル・本八戸駅方面の路線
  - ■市内循環線（市営）
    - 中心街ターミナル ⇒ 本八戸駅 ⇒ ピアドゥ前 ⇒ ピアドゥ東側広場前 ⇒ ベイパーク前 ⇒ アクロスプラザ前 ⇒ ラピア ⇒ 中心街ターミナル

  - ■ピアドゥ・ラピア線（南部）
    - 八戸（営） ⇒ 中心街ターミナル ⇒ 本八戸駅 ⇒ 年金事務所前 ⇒ ピアドゥ東側広場前 ⇒ ベイパーク前 ⇒ 日東ボード前 ⇒ ラピア
    - ラピア ⇒ ジェームス前 ⇒ ニトリ前 ⇒  ピアドゥ東側広場前 ⇒ ベイパーク前 ⇒ アクロスプラザ前 ⇒ 年金事務所前 ⇒ 中心街ターミナル ⇒ 八戸（営）

- 市内郊外方面の路線
  - ■岬台団地線（南部）
    - 岬台団地 ⇒ 労災病院前 ⇒ ラピア ⇒ ピアドゥ東側広場前
    - ピアドゥ東側広場前 ⇒ ベイパーク前 ⇒ アクロスプラザ前 ⇒ ラピア ⇒ 労災病院前 ⇒ 岬台団地

企画乗車券など
・ピアドゥ・ラピア・南部バスが共同で企画し、ピアドゥ - 八戸ラピアバスターミナル間が乗降自由となるフリー乗車券「ラピアドゥ!パス」（150円：有効期間は購入当日限り）を発売している。イトーヨーカドー営業時は1階サービスカウンターにて発売していた。
繁忙期の迂回運行
- クリスマスや年末年始の時期にはピアドゥ周辺で大規模な渋滞が発生することがあり迂回運行が実施される。
- 迂回運行は敷地内へは入らない為、「ピアドゥ東側広場前」と「ベイパーク前」は経由せず「ピアドゥ前」のみバスの発着が行われる[21]。